# Gemert-Bakel
Gemert-Bakel – gmina w prowincji Brabancja Północna w Holandii. W 2014 roku liczyła 29 354 mieszkańców. Powstała 1 stycznia 1997 z połączenia gmin Gemert oraz Bakel i Milheeze. Stolicami gminy są Gemert i Bakel.

## Miejscowości
- Gemert (15 955 mieszk.)
- Bakel (5665)
- Handel (1860)
- Milheeze (2030)
- De Mortel (1560)
- Rips (1190)
- Elsendorp (1035)

## Zwiedzanie

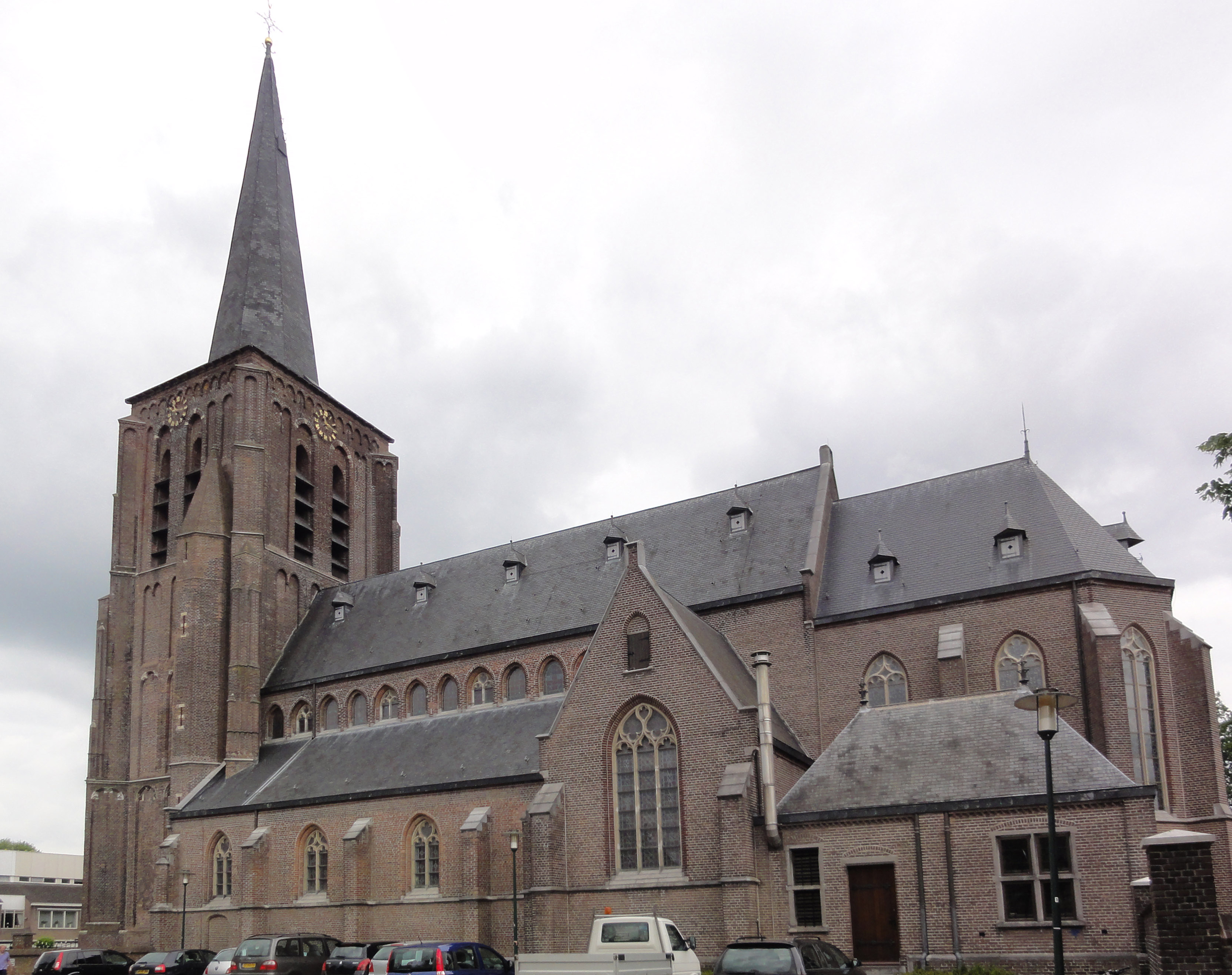
Kościół św. Willibrorda, Bakel

- zamek w Gemert
- wiatrak Sint Willibrordus w Bakel
- Parish House w Bakel
- kościół św. Jana w Gemert
- kościół św. Willibrorda w Bakel
- Muzeum rolników w Gemert